# Upa
Die Upa (russisch Упа) [ʊˈpa] ist ein 345 km langer rechter Nebenfluss der Oka im europäischen Teil Russlands. Er fließt ausschließlich auf dem Gebiet der Oblast Tula. An der Upa liegt die Oblasthauptstadt Tula sowie mehrere Kleinstädte und Siedlungen.
Der Fluss entspringt einem See nahe dem Dorf Wolowo im Südosten der Oblast Tula und fließt ungefähr bis Tula nordwärts, danach biegt er Richtung Nordwesten und nahe der Grenze zur Oblast Kaluga Richtung Süden ab. Im Quellbereich durchfließt die Upa die Kleinstadt Sowetsk, knapp 60 Kilometer weiter flussabwärts Tula sowie 41 Kilometer vor der Mündung die Siedlung städtischen Typs Odojew. Im Mündungsbereich ist der Fluss bis zu etwa 40 Meter breit.
Die Upa wird vorwiegend vom Schmelzwasser gespeist und friert von Anfang Dezember bis Anfang April zu.